# Kereszténység Szíriában
A kereszténység Szíriában az ország mai területén kialakult a legkorábbinak számító kereszténység azzal, hogy a Krisztus legnagyobb apostola Damaszkusztól nem messze tért meg keresztényüldözőből, a kereszténységet hirdetővé. A keresztények száma 10 százaléka az ország népességének.

## Előzmény
Pál megtérése. Pál apostol a damaszkuszi úton vakult meg, mert találkozott Krisztussal, aki ezt mondta neki:"Saul, Saul, miért üldözöl engem?" Pál vakon érkezett Damaszkuszba, ahol meggyógyult, és elkötelezett apostola lett a kereszténységnek. Ezek miatt is nevezik Szíriát a kereszténység bölcsőjének.

## Története
Az önálló független Szíria 1946 óta létezik, emiatt csak a mai Szíria területén kialakult kereszténységtől beszélhetünk.
- 46-48 Jézus tanítványait először nevezték keresztényeknek Antiochiában.[3]
- 110 körül Antiochiai Szent Ignác Antiochia püspöke lesz annak a keresztényüldöző korszaknak amelyet a római császár rendelt el.,[4]
- 2.-4. század megalakul az antiochiai teológiai iskola.[5] Legismertebb alakja a kiváló szónoki képességekkel bíró Aranyszájú Szent János Kialakul a szerzetesség. Aleppó mellett aszketikus életet élt id. Oszlopos Szt Simeon és Szent Maron , – aki a hegyekbe vonulva pogány istentiszteleti helyeket keresztény templomokká alakított át[6]
- 4. század Belső-Szíriában, Edessza lesz a szír-arám teológiai iskola központja. Itt szent Efrém Bardesane és Afraate terjesztik a kereszténységet[7]
- 5. század monofizita-vita[8] központjává válik Szíria A Khalkédóni zsinat még nem tudta megszüntetni a vitákat. Szent Maron Libanonba menekül.
- 7. század I. Omár kalifa meghódította Szíriát. Damaszkuszban volt az omajjádok udvara, ahol sok keresztény szakember működött. Kiutasították őket és kötelezték őket, hogy megkülönböztetett ruhákban járjanak.
- 706-ban Damaszkusz legnagyobb keresztény templomát I. al-Valíd ibn Abd al-Malik lebontatta bővítés céljából, hogy a növekvő muszlim közösség is tudjon imádkozni. A többségében keresztény damaszkuszi lakosok nagy tüntetése hatására visszaadta az összes keresztény templomot, a katedrálist kivéve. Az építkezések során egy kis barlangra találtak a katedrális alatt. A kalifa elrendelte ide helyezzék Keresztelő Szent János fejét egy kis koporsóba. A muszlimok Yahja bin Zakaria próféta néven tisztelik Keresztelő Jánost.[9] 8. század-ban kötelezte Al-Mahdi abbászida kalifa az arab-keresztényeket térjenek át az iszlámra. 4 millió lakosból 3,8 millió lakos keresztény volt 722-ben[10]
- 855-ben A homs-i városkapuban lázadó keresztényeket feszítettek meg.[11]
- 900-ra a szíriai lakosság fele muzulmán.
- Keresztes háborúk kora. A váltakozó keresztes és muszlim uralmak miatt nehéz alkalmazkodási korszak köszönt be a szír keresztényekre.
- 1350: a keresztények aránya kb. 10 százalék.
- 1439 a keresztény egyház nem tud újraegyesülni, de a szír ortodoxok részt vettek a firenzei zsinaton. Szíriát törökök szállják meg és elesik Konstantinápoly is.[12]
- 16. század: Az ottomán uralom az örmény, ortodox keresztények saját törvényeit és bíróságát elismerte.
- 1724-ben Cyril Tanass pátriárka lépéseket tett, hogy a görög ortodox egyház térjen meg Rómához. Konstantinápoly rögtön leváltotta és új pátriárkát küldött, Tanassnak menekülnie kellett.[13]
- A 19. században Európa arra kényszeríti az Ottomán Birodalmat, hogy minden ember egyenlőségének elvét tartsa be, függetlenül vallási hovatartozásától. 1840-ben a törökök megalkotják a Tanzimatot (a rendeleteket), amelyben a valláskülönbség nélkül egyenjogúságot nyújt.[14]
- 1915: Az örmény népirtás[15] miatt deportációt küldenek a törökök a Szír-sivatag felé, jelentős számú örmény keresztény menekült érkezik az országba.

## Az egyházak kialakulása
- 6. század közepén születik meg a Szír ortodox egyház. Jakab Baradaeus (wd) megszentelte a monofizita püspököket és papokat. Többségük csatlakozott a bizánci uralomhoz. Jakobitáknak is nevezik.
- A Mezopotámiában 431-ben született nesztoriánus egyházat az asszír keresztények hozták létre. Az Asszír keleti egyház 1681-ben visszatérnek a katolicizmusba.
- Antiochiában az Orontész folyónál alapították meg a maronita katolikus egyházat, Szent Maron szerzetesei. A monofiziták és az arabok is üldözték, sokan Libanonba menekültek. Ma 25 ezren vannak.
- 1762-ben alapított Aleppói apostoli vikariátust(wd),[16][17] többségük Aleppóban és Damaszkuszban élnek, 3000-en, leginkább olasz és francia származású római katolikusok.
- 1848-ban alapították az evangélikus egyházat, Hivatalos neve Szíriai és Libanoni Nemzeti Evangélikus Szinódus.[18] Néhány ezer tagja él Szíriában. (Összevont adat 4000 fő).

## A kereszténység csökkenése
- 1860 maronitákat török felbujtással és felfegyverzéssel drúzok módszeresen gyilkolják, falujaikat felégetik.[19]
- 1915 Törökországban 1 millió szír-arámi keresztényt öltek meg törökök és kurdok.[20]
- 2011-ben kezdődő szíriai polgárháború szétzilálta a keresztény közösségeket, családokat. Két püspököt elraboltak,[21] a szír keresztények a harcok sújtotta övezetből, városokból elmenekültek.

A szír keresztények 21. század elejei viszontagságai, menekültté válása után a Magyar állam segélyprogramot indított Hungary Helps Program néven, hogy a szír családok visszatérhessenek szülőföldjükre.

## Adatok
- 11 felekezetből áll a szír kereszténység. A legnépesebb a görög ortodoxia[22]
- A muszlim világban, Aleppó városában él a harmadik legnagyobb keresztény közösség, Kairó és Bejrút után, mintegy 300 000 fő.[23]
- El-Karjateinben Homsztól délkeletre egy keresztény kolostort rombolt le az Iszlám Állam. 2011-ben 2000 fő, a háború alatt 2015-ben 300 keresztény maradt ott[24]

## Magyar kapcsolatok
- 1850-ben Bem tábornok honvédkatonáival megvédte az aleppói keresztényeket a muszlim öldökléstől.[25]
- Magyar régészcsoport folytatott ásatásokat Szíria legnagyobb keresztes lovagvárában Margatban.[26]
- Magyarország segélymegállapodást kötött két egyházzal a szir katolikus és szir ortodox egyházzal 2017-ben.